# 柏井町 (春日井市)
柏井町（かしわいちょう）は、愛知県春日井市の町名。現行行政地名は柏井町1丁目から7丁目。

## 地理
春日井市南西部に位置し、東は鳥居松町・杁ケ島町、西は勝川町・八光町、南は篠田町・小野町・松新町、北は若草通に接する。

### 河川
- 地蔵川

## 世帯数と人口
2023年（令和5年）4月1日現在の世帯数と人口は以下の通りである。
| 丁目        | 世帯数    | 人口    |
| ----------- | --------- | ------- |
| 柏井町1丁目 | 145世帯   | 302人   |
| 柏井町2丁目 | 131世帯   | 297人   |
| 柏井町3丁目 | 388世帯   | 820人   |
| 柏井町4丁目 | 155世帯   | 371人   |
| 柏井町5丁目 | 574世帯   | 1,285人 |
| 柏井町6丁目 | 300世帯   | 617人   |
| 柏井町7丁目 | 165世帯   | 336人   |
| 計          | 4,015世帯 | 8,895人 |

## 学区
市立小・中学校に通う場合、学区は以下の通りとなる。また、公立高等学校に通う場合の学区は以下の通りとなる。
| 丁目   | 番・番地等 | 小学校               | 中学校               | 高等学校普通科 |
| ------ | ---------- | -------------------- | -------------------- | -------------- |
| 柏井町 | 全域       | 春日井市立勝川小学校 | 春日井市立中部中学校 | 尾張学区       |

## 歴史
「柏井」の地名は、『和名抄』に春部郡六郷の1つとして「柏井郷」とみえるのが最初とされる。その後鎌倉期から室町期にかけて、春日部郡柏井荘として存在した。

### 町名の由来
中世の柏井荘による。

### 沿革

#### 大字柏井
- 1906年（明治39年）7月16日 - 東春日井郡柏井村の勝川町への編入と同時に、村内の大字上条新田・勝川妙慶新田・八田与吉新田・下条原新田が合併し、大字柏井となる[1]。
- 1943年（昭和18年）6月1日 - 合併・市制施行に伴い、春日井市大字柏井となる[1]。
- 1948年（昭和23年）1月1日 - 全域が旭町・八光町・若草通・瑞穂通・柏原町・妙慶町・神明町・天神町・大和通・八幡町・柏井町・鳥居松町となり廃止[1]。

#### 柏井町
- 1948年（昭和23年）1月1日 - 大字柏井の一部より、柏井町が成立[1]。
- 1964年（昭和39年）・1982年（昭和57年） - 篠田町・松新町・下条町・王子町・杁ケ島町の各一部を編入[1]。

## 施設

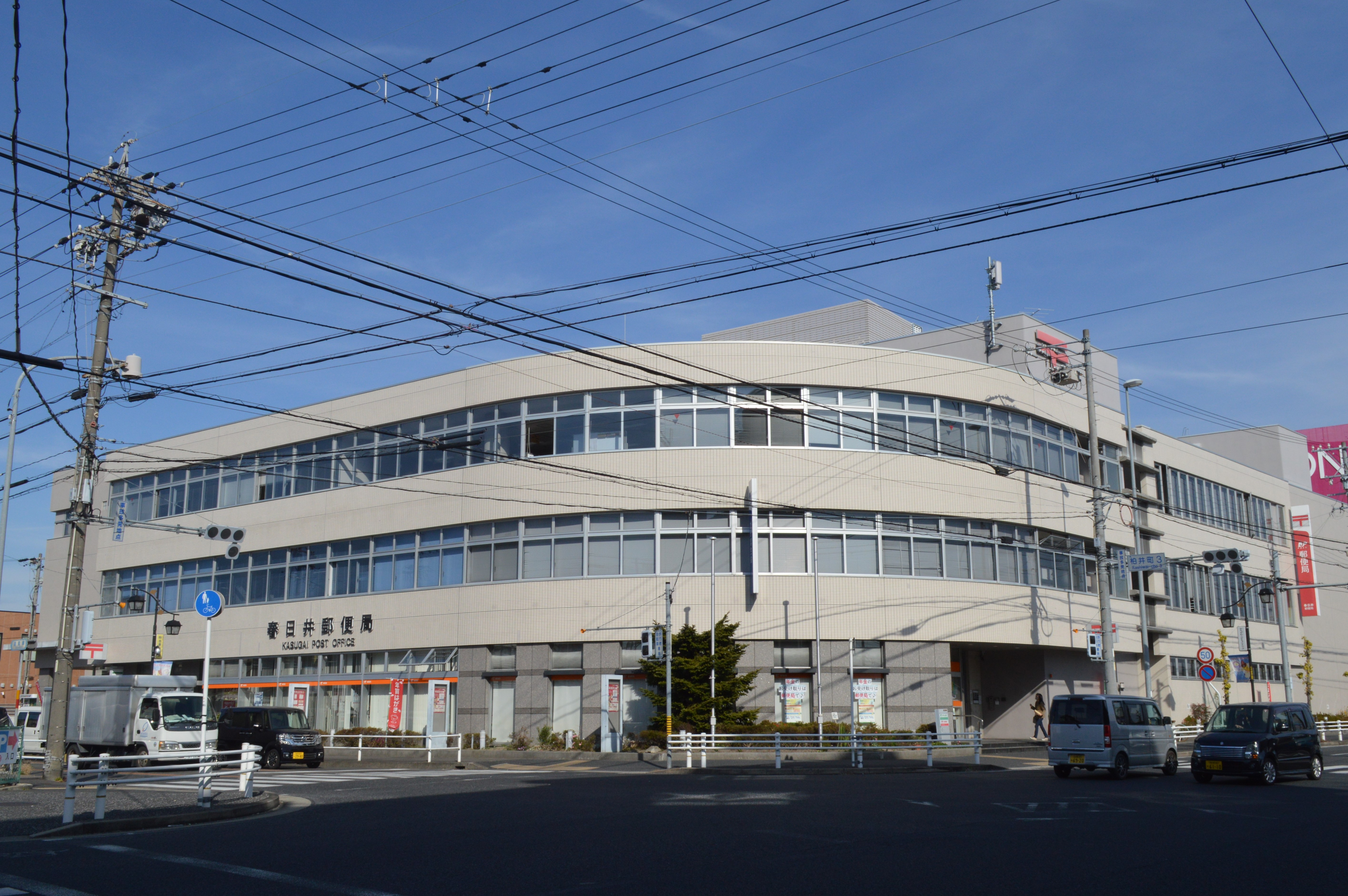
イオン春日井店
- 春日井保健所
- 春日井郵便局
- 春日井柏井郵便局
- あいち銀行勝川中央支店
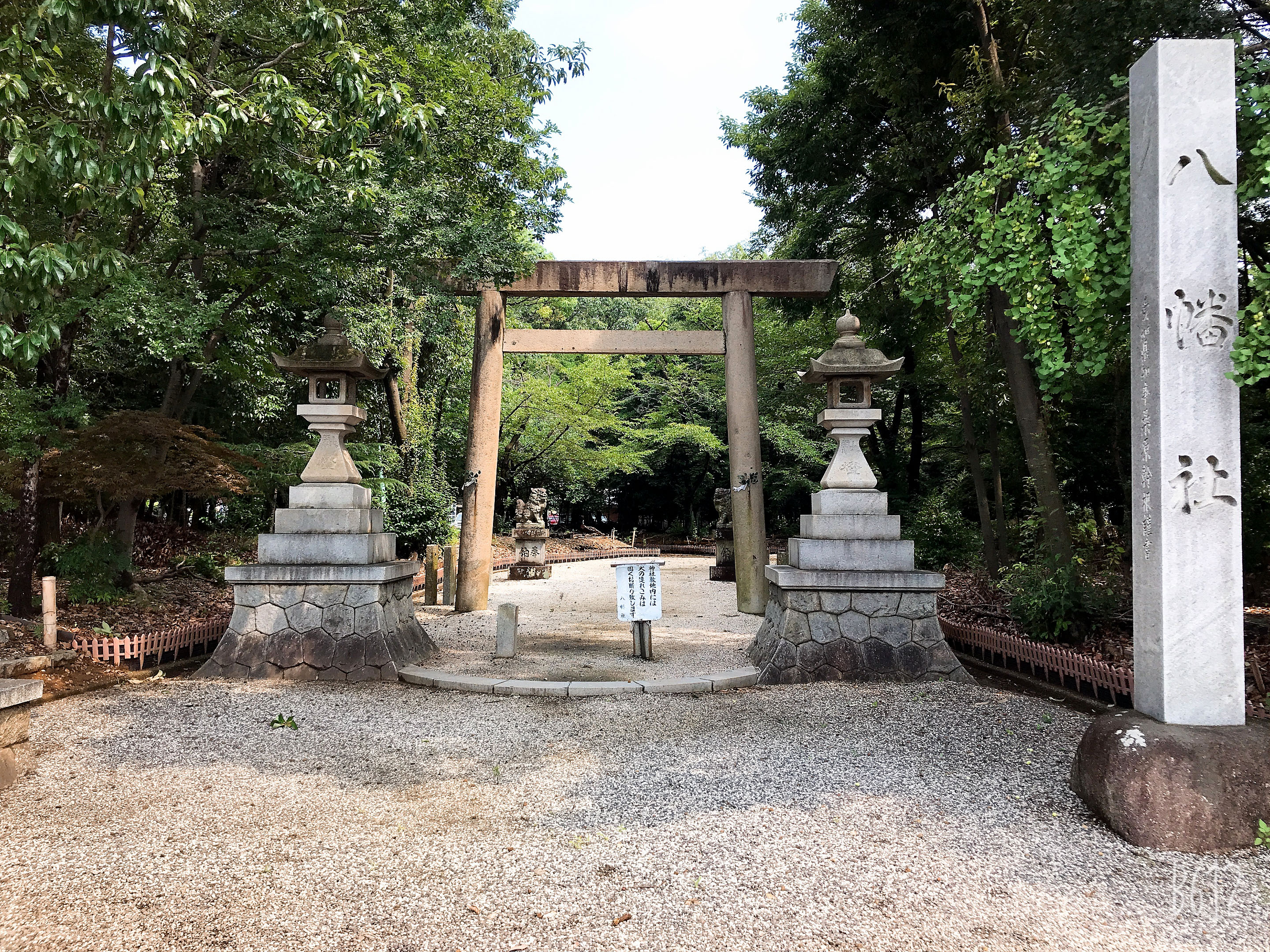
八幡社
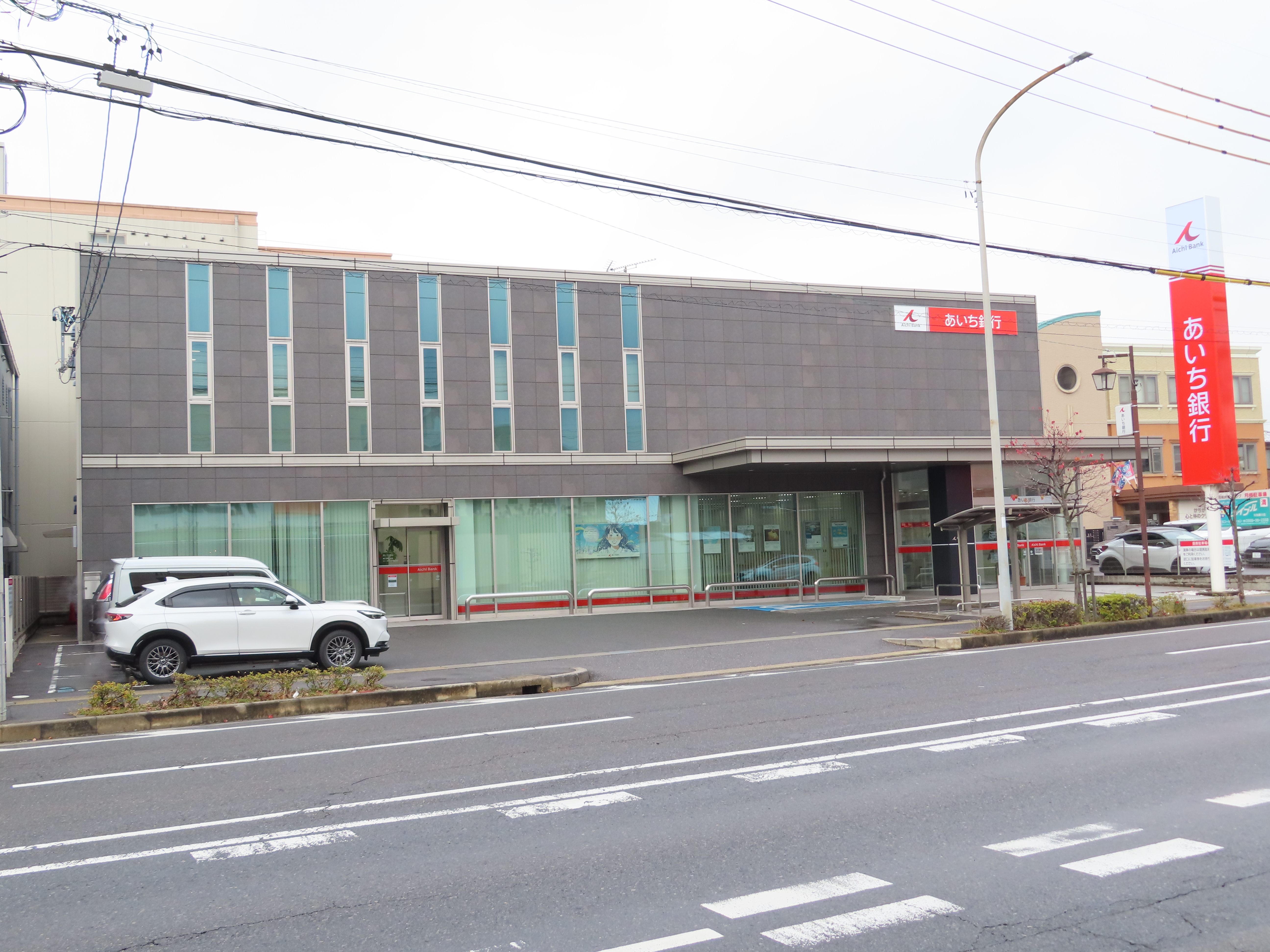
あいち銀行　勝川中央支店（旧・中京銀行勝川支店）

- 喜多院
- 庚申寺
- 桂林寺

- 春日井郵便局
- 八幡社
- あいち銀行　勝川中央支店（旧・中京銀行勝川支店）

## 交通
- 愛知県道508号内津勝川線

## その他

### 日本郵便
- 郵便番号 : 486-0927[3]（集配局：春日井郵便局[9]）。